# الذنبة (يافع)

تعديل مصدري - تعديل

الذنبة هي إحدى قرى عزلة لبعوس بمديرية يافع التابعة لمحافظة لحج، بلغ تعداد سكانها 123 نسمة حسب تعداد اليمن لعام 2004.